# Franz Neuhaus
Franz Neuhaus (ur. 16 sierpnia 1784 w Recklinghausen, zm. 28 kwietnia 1853) – niemiecki ksiądz katolicki i teolog; profesor teologii w Liceum Hosianum w Braniewie, następnie profesor dogmatyki na Uniwersytecie w Münster.

## Życiorys

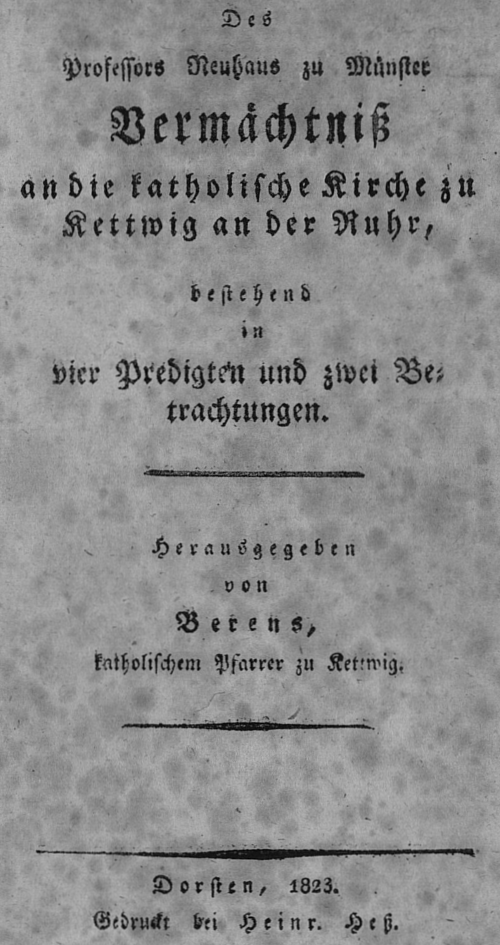
Vermächtnis an die katholische Kirche zu Kettwig an der Ruhr, 1823

Urodził się w Recklinghausen koło Dortmundu. Nauki pobierał w gimnazjach w Recklinghausen oraz w Dorsten. Następnie studiował teologię na Uniwersytecie w Münster. 15 września 1815 otrzymał w Münster święcenia kapłańskie. Posługiwał jako kapłan w Huckingen koło Duisburga. W 1817 został mianowany profesorem teologii w Braniewie, po tym jak 19 maja 1817 została podjęta decyzja o utworzeniu w Braniewie wyższej uczelni z wydziałami filozoficznym i teologicznym.
1 grudnia tegoż roku przybyli do Braniewa pierwsi profesorowie z Münster: Johann Heinrich Achterfeld, Johann Bernhard Busse oraz Franz Neuhaus. 19 maja 1818 król Prus Fryderyk Wilhelm III wydał zgodę na powołanie uczelni, którą nazwano Liceum Hosianum. W 1820 z powodu choroby zrezygnował z pracy w uczelni. W 1821 podjął wykłady na wydziale teologicznym na Uniwersytecie w Münster. W 1823 został mianowany profesorem zwyczajnym dogmatyki na tejże uczelni. W 1843 przeszedł na emeryturę.

## Publikacje
- De partibus Theologiae. Doctoris oratio, quam constitutus in munere Professoris in Facult. theologica Monast. die 5. Nov. 1823 habuit (1823)

- Vermächtnis an die katholische Kirche zu Kettwig an der Ruhr, bestehend in 4 Predigten und 2 Betrachtungen, hg. von Berens (1823)
- Sermo synodalis die 16. Octob. 1827 in eccles. Cathed. Monasteriensi habitus (1828)
- Dogmatische Abhandlung über das Gebet (1831)
- Leben und Wirken des verstorbenen hochw. Herrn J. Hyazinth Kistemaker (1834)